# Globi d'oro 1962

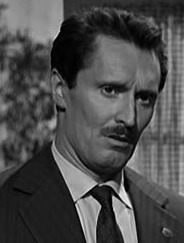
Pietro Germi regista del film Divorzio all'italiana, vincitore del Globo d'oro al miglior film.

La cerimonia di premiazione della 3ª edizione dei Globi d'oro si svolse nel 1962. Il film Divorzio all'italiana di Pietro Germi, vinse il Globo d'oro al miglior film.

## Vincitori e candidati

### Miglior film
- Divorzio all'italiana, regia di Pietro Germi